# 帰ってきた あぶない刑事
『帰ってきた あぶない刑事』（かえってきた あぶないデカ）は、2024年5月24日に公開された日本のアクション映画。
『あぶない刑事』劇場版シリーズの第8作で、2016年公開の『さらば あぶない刑事』以来8年ぶりの新作となり、舘ひろし扮する鷹山敏樹（タカ）と柴田恭兵扮する大下勇次（ユージ）は警察を定年退職して、探偵を営んでいるという設定である。
今作では過去のテレビシリーズで6エピソードの演出・脚本を担当した原隆仁の実子である原廣利が監督を務めている。撮影は横浜市のほかに神戸市・市原市などで行われた。
キャッチコピーは「無茶しないと、滅びるぜ。」「帰ってくるのは、お約束でしょ。」「大丈夫。俺たちは成長していない。」「再会したら、即ショータイム。」「昭和あぶない。平成あぶない。令和あぶない。」。

## あらすじ
神奈川県警を定年退職後、ニュージーランドで探偵業を営んでいた元刑事コンビの「タカ」こと鷹山敏樹と、「ユージ」こと大下勇次は現地の警察と一悶着起こしてしまい、8年ぶりに地元・横浜に舞い戻ってきた。
横浜で「T&Y探偵事務所」を新たに開業したタカ&ユージの元に、母親を探しに長崎からやってきた永峰彩夏が依頼人として現れる。彩夏の母親は、横浜で名の知れた歌手「夏子」であったが、彼女は香港に渡航し、20年ほど前から消息不明となっていた。
一方、横浜では巨大ベンチャー企業「ハイドニック」社長の海堂巧が「横浜経済の活性化」を掲げて、香港企業と連携した強力なカジノ誘致を行なっており、それに関連した殺人事件が複数発生していた。実は、海堂の父親は以前タカが射殺した暴力団・銀星総業二代目会長の前尾源次郎であった。そして海堂は、タカ&ユージと旧知の華僑系実業家・劉飛龍（リウ・フェイロン）と裏でつながっていた。また、劉の近くには「ビジネスパートナー」とされる謎の女性、ステラ・リーがいた。
タカとユージは、刑事時代の後輩で現在は横浜港署捜査課長の町田透の元を訪れ、「夏子」探しの協力を依頼する。しかし、タカ&ユージの現役時代の「あぶない」捜査を熟知する町田は、部下の早瀬梨花に2人の監視を命じる。
町田は連続殺人事件の裏にカジノ誘致が存在することに気づくが、海堂は神奈川県警の上層部や地元政治家と裏で癒着しており、町田の同期で神奈川県警刑事部長の八木沼大輝は事件の捜査から手を引くよう町田に圧力をかける。
そして、海堂は日本で自社が運営する武装警備会社を認可させるため、桜木町駅前の商業ビル「コレットマーレ」を爆破する偽旗テロを計画していた。母の「夏子」を探して海堂たちの爆弾倉庫に迷い込んでしまった彩夏は、海堂一味に捕まってしまう。そこにタカ&ユージが乗り込んでくる。
八木沼たちの圧力を振り切った町田は、県警上層部からタカ&ユージの嘱託契約を取り付け、さらにタカ&ユージのかつての愛車であるレパードの覆面パトカーと銃器類を「1日限定」で特別に供与する。こうしてタカ&ユージ、そして横浜港署捜査課のメンバーたちと海堂一味との対決の火蓋が切って落とされた。

## 登場人物
永峰彩夏
本作のヒロイン。T&Y探偵事務所の依頼人第1号。かつて自分を産んで姿を消した母親である夏子の捜索を依頼する。ハーレーダビッドソンを乗りこなす。
海堂巧
不動産開発を中核とする巨大ベンチャー企業「ハイドニック」の社長。自社に巨大な利権をもたらす「横浜カジノ誘致計画」を主導し、政界や警察をはじめとする行政と黒い関係を持つ他、反対勢力に対する殺人や破壊工作をも目論む。
タカに射殺された銀星総業会長・前尾源次郎が愛人に生ませた実子であり、父の仇敵である二人の命を執拗に狙う。
劉飛龍（リウ・フェイロン）
表向きは横浜中華街で「LOTUSグループ」を率いる華僑の実業家だが、実態は横浜の裏社会で暗躍する香港系マフィア。
海堂の配下として殺人などの汚れ仕事を請け負っているが、私益よりも自らの道義を重んじる一面も持ち、海堂の非道なやり口を快く思っていない。タカ&ユージとは過去に夏子を巡って因縁がある。
黄凱（ファン・カイ）
海堂が雇っている元中国海軍特殊部隊の凶悪な傭兵。
ステラ・リー
香港から来日した、劉飛龍の「ビジネスパートナー」とされる謎の美女。
夏子
彩夏の母親。かつて横浜のバー「カプリ・アイランド」などで活動し、横浜では広く知られたクラブシンガーだった。タカ、ユージとの間でそれぞれロマンスがあったが、20年ほど前に香港に渡航後、消息不明となっている。
早瀬梨花
港署捜査課に勤務する女性巡査部長。町田の部下で若手刑事の中では一番の有望株。
剣崎未来彦
港署捜査課の若手男性刑事。宍戸と行動を共にしており、TikTokで捜査に関する情報を収集する。
宍戸隼人
港署捜査課の若手男性刑事。剣崎と行動を共にしている。
八木沼大輝
神奈川県警刑事部長で町田の同期。厄介事を嫌い、ハイドニックの件から手を引くよう町田に圧力をかける。
田中文男（ナカさん）
かつてのタカ&ユージの同僚。定年後は情報屋になっており、探偵になったタカ&ユージに海堂の情報を提供する。
王（ワン）
横浜中華街の宝石商で、裏で飛龍とつながっている。

## キャスト
- 鷹山敏樹：舘ひろし
- 真山薫：浅野温子
- 町田透：仲村トオル
- 永峰彩夏：土屋太鳳[13]
- 早瀬梨花：西野七瀬[14]
- 剣崎未来彦：鈴木康介[14]
- 宍戸隼人：小越勇輝[14]
- 田中文男：ベンガル
- 山路瞳：長谷部香苗
- 劉飛龍：岸谷五朗[14]
- 王：有薗芳記
- 八木沼大輝：杉本哲太[14]
- 黄凱：深水元基[14]
- 海堂巧：早乙女太一[14]
- ステラ・リー：吉瀬美智子[14]
- 大下勇次：柴田恭兵

## スタッフ
- 監督：原廣利[15]
- 脚本：大川俊道、岡芳郎[15]
- 音楽：岩本裕司[15]
- 製作：吉村文雄、桑原勇蔵、浅井武士、金子保之、松本拓也、多田憲之、家頭義輝、茅野洋、只野正弘、加藤智啓、倉田泰行、山下太郎[16]
- エグゼクティブプロデューサー：柳迫成彦、飯沼伸之[16]
- 企画・プロデュース：近藤正岳[15]
- プロデューサー：岡部圭一朗、北島直明、溝畠三穂子、有賀高俊、川田亮、山崎智広[16]
- 撮影：佐藤匡[16]
- 照明：鈴木馨悟[16]
- 美術：小林久之、遠藤信弥[16]
- 美術デザイン：部谷京子[16]
- 録音：岡本立洋[16]
- 装飾：岩井健志、井隈啓太[16]
- 編集：古川達馬、原廣利[16]
- キャスティング：杉野剛[16]
- スーパーヴァイジングサウンドエディター：勝俣まさとし[16]
- アクション監督：瀬木一将[16]
- VFXスーパーバイザー：田中貴志[16]
- スタイリスト：古舘謙介[16]
- ヘアメイク：田中美希[16]
- スクリプター：加山くみ子、田村寿美、早坂ゆか、押田智子[16]
- 助監督：大津是[16]
- 製作担当：小坂正人、柿本浩樹[16]
- 音楽スーパーバイザー：佐久間雅一[16]
- 音楽プロデューサー：津島玄一[16]
- アシスタントプロデューサー：片山暁穂[16]
- 宣伝統括：孤嶋健二郎[16]
- 宣伝プロデューサー：丸山智史[16]
- Producer thanks to：柏原寛司、井上真澄、野田義文、奥田誠治[16]
- 映像協力：『またまたあぶない刑事』『もっともあぶない刑事』『あぶない刑事』TVシリーズエンディング
  - 『またまたあぶない刑事』 / 松村優子：木の実ナナ、近藤卓造：中条静夫[注 1]、監督：一倉治雄、脚本：柏原寛司、大川俊道[16]
  - 『もっともあぶない刑事』 / 前尾源次郎：柄本明[注 2]、監督：村川透、脚本：柏原寛司[16]
  - 『あぶない刑事』TVシリーズエンディング / 監督：長谷部安春
- 制作協力：サインフィルム[16]
- 特別協賛：国分グループ[16]
- 配給：東映[15]
- 製作プロダクション：セントラル・アーツ[17]
- 製作：「帰ってきた あぶない刑事」製作委員会（東映、日本テレビ放送網、舘プロ、東映ビデオ、セントラル・アーツ、読売テレビ放送、中京テレビ放送、札幌テレビ放送、宮城テレビ放送、静岡第一テレビ、広島テレビ放送、福岡放送）[16]

## 楽曲

### エンディングテーマ
「翼を拡げて 2024 re-recorded version」（NTV MUSIC & TOEI MUSIC PUBLISHING）
作詞・作曲・歌：舘ひろし

### 挿入歌
「RUNNING SHOT 2024 re-mix version」（FOR LIFE MUSIC ENTERTAINMENT）
作詞：門間裕 / 作曲：吉松隆 / 歌：柴田恭兵
「no plan」（Sony Music Records）
作詞・作曲・歌：ロザリーナ
「Where did you come from?」（NTV MUSIC & TOEI MUSIC PUBLISHING）
作詞・作曲：岩本裕司 / 歌：Mayowa

## 本作に登場する日産・レパードについて
日産・レパード（F31系）は、現役当時はライバルのトヨタ・ソアラ（20系）と比べて、販売が劣勢であった。しかし、『あぶない刑事』シリーズで覆面パトカーの劇用車として使用されたことでその後の人気に火が付き、ドラマ版の放映から約40年経過した現在では、高額で取引される希少車となっている。
本作終盤で横浜港署の覆面パトカーとして登場する日産・レパードは劇用車企業が所有するものではなく、一般個人の所有車である。
本作に登場するレパードのオーナーは、静岡県在住で本来は浜松ナンバーの車両。F31レパード専門店のブログにて撮影時のエピソードと共に紹介されている。
こちらの車両は当初『あぶない刑事』とは関係なくレパードを維持するつもりであった。そのため、エアロパーツ装着やホイール換装などのカスタムを楽しんでいた。その後、映画制作側から「ゴールドツートンのF31レパードを本作に出演させたい」という依頼がF31レパード専門店経由で出され、オーナーの元にも出演の打診が届いた。
一方、劇中の車両とほぼ同一仕様の車両が制作発表記者会見や映画公開を記念した展示会に展示されていたが、こちらは横浜在住のオーナーの車両である。
このレパードの外装色は、このオーナーの購入時に既に劇用車と同一のゴールドツートンに塗り替えられており、内装色も劇用車と同一だった。「あぶない刑事」で使用されていた劇用車レパードのナンバーは複数存在するが、TVシリーズに登場した「港303」の劇用車ナンバーが「横浜33も54-17」であった。そして、オーナーが「54-17」の希望ナンバーを取得したところ、希望ナンバーで指定が不可能なひらがな部分まで、かつての劇用車レパードと同一の「も」になった。
この車両の登録は1998年以降のため、分類番号は3桁になっているものの、「33」という劇用車と同一の分類番号の数字まで含まれている。分類番号も希望ナンバーで指定不可能な部分である。
このことに「縁」を感じたオーナーが『あぶない刑事』の劇用車レパードの完璧なレプリカを目指して、車両をいったんノーマル仕様に戻し、年式が異なる部品類などを徹底的に交換して、本作に出演することになった。
本作の製作発表時にこの車両が展示されており、その際に町田徹役で出演している仲村トオルから「ここまで再現されると、感動を通り越して気持ち悪いです（笑）」との「褒め言葉」をもらった。
当時の劇用車レパード「港303」にはサンルーフが装着されていないが、本作のレパードにはサンルーフが装着されている点が、外見上の唯一の相違点である。なお、こちらの車両は映画公開の翌日に横浜スタジアムで行われた横浜DeNAベイスターズvs広島東洋カープの試合における始球式にて、舘・柴田がグラウンドへ登場時に2人がこの車両に乗って登場している（劇中でレパードに乗ったのは柴田のみで、前作でも同様である。その為、2人で前期型レパードに乗るのは『もっとあぶない刑事』第4話以来、実に約36年ぶりの事であった）。

## プロモーション

### 前売り券・ムビチケ
タカ&ユージ クリアスタンド付き ムビチケカード バディ券（一般ペア）
2024年2月9日から発売。数量限定で鷹山と大下が描かれたクリアスタンドが付属する。
ファミリーマート限定特典付き「ムビチケコンビニ券」
2024年3月11日から5月23日まで全国のファミリーマート店内に設置のファミマプリントにて発売。本作品の限定L判ブロマイド3種類のうち1枚がランダムで付属する。ブロマイドはムビチケ発売開始日の3月11日のから6月30日まで発売される。

### イベント・キャンペーン
「『帰ってきた あぶない刑事』公開記念『あぶない刑事』スペシャルフィルムコンサート」
2024年5月12日に横浜市西区のKT Zepp Yokohamaにて、本作品の公開を記念したコンサートライブを開催。会場にはゲストとして本作品の挿入歌を担当するロザリーナと『あぶない刑事フォーエヴァー』の主題歌を担当した佐藤竹善（SING LIKE TALKING）のほか、キーボード担当の安部潤がマスターとして安倍含む総勢8名のアーティストメンバーで結成・構成された「〝あぶデカ〟スペシャルバンド」、ゲストボーカルとして歌心りえがそれぞれ出演、テレビシリーズ第1作『あぶない刑事』と第2作『まだまだあぶない刑事』の映像シーンに合わせた演奏が行われた。
オーケー
2024年5月17日から2024年6月13日までの期間、オーケー全店舗並びにオーケーネットスーパーで本作品の公開を記念したタイアップキャンペーンを実施。 3,000円以上の購入者を対象に抽選でオリジナルグッズがプレゼントされる。また、コラボ商品であるヤマザキのランチパック（後述）が5月17日よりオーケー限定で先行発売されるのに加え、舘ひろしと柴田恭兵によるオーケー限定の店内放送が行われるほか、作中の台詞をモチーフにしたポスターが店内に掲示される。
ららぽーと横浜
2024年5月17日から2024年6月23日までの期間、横浜市都筑区の三井ショッピングパークららぽーと横浜にて本作品の公開を記念したタイアップイベントとキャンペーン実施。日産・レパード、ハーレーダビッドソンなど劇中に登場した乗り物や、衣装や小道具などを展示するイベントをはじめ、同施設に入居するTOHOシネマズららぽーと横浜にて本作品の鑑賞済チケットを提示することで先着1500名にT&Y探偵事務所名刺を2種プレゼントされる特典が得られるキャンペーンも実施する。また、期間中は不定期で舘ひろしと柴田恭兵の2人によるコメントが館内で放送されるほか、館内のポスター・装飾・展示品の写真とともにInstagramにハッシュタグ「＃あぶ刑事ららぽーと横浜」を付けた上で投稿した中から抽選でオリジナルノベルティが貰える施策も行われる。
ラ チッタデッラ
2024年5月24日から6月16日までの期間、神奈川県川崎市のラ・チッタデッラにて本作品の公開を記念したキャンペーンを実施。各飲食店では税込1000円以上の利用で本作品のオリジナルステッカーが1枚貰えるほか、ステッカーの裏にあるQRコードからTシャツ・ハンガー・シールのいずれかが抽選で貰えるキャンペーンへの応募が可能となっている。また、「ファーマーズテーブル マザー」では税込1000円以上利用した先着500名限定でステッカーに加え「探偵事務所名刺」もプレゼントされる。このほか、本作品の衣装やポスターパネル、過去作のポスターの展示や、チネチッタ公式X（旧・Twitter）をフォローの上、公式指定の投稿をリポストした中から抽選で本作品オリジナルポスターや公式プレスシートなどがプレゼントされる施策も行われる。
天神屋
2024年5月9日から6月10日までの期間、自衛隊板妻駐屯地店、IAIスタジアム日本平売店を除く天神屋の全店舗にて、本作品の公開を記念した応援キャンペーンを実施。期間中天神屋の店舗で税込1000円以上購入したレシートの右下にある13桁のレシートナンバーを個人情報とともにキャンペーン応募フォームから入力、キャンペーンに応募した中から抽選でTシャツ・ハンガー・シール・本作品ポスター・プレスシートのいずれかがプレゼントされる。また、曲金店と清水駅前店では本作品のパネル展も同時開催、過去シリーズ作品のポスターやヒストリーパネルを設置予定となっている。
映画公開記念 クイズラリー
2024年4月26日7時から6月2日23時59分までの期間、一部を除く全国の映画館で本作品の公開を記念したクイズラリーを開催。映画館または近隣施設に掲示されたポスターに記載のQRコードを読み取って問題を解き特設サイトから応募すると参加者全員にオリジナルスマホ壁紙が入手できるほか、抽選でシャツ・ハンガー・シール・本作品ポスター・プレスシートのいずれかがプレゼントされる。
平成筑豊鉄道・金田駅
2024年4月20日・27日に福岡県田川郡福智町金田の金田駅にて本作品のシリーズのアクションシーンが実際に体験できるイベントを開催した。テレビシリーズのオープニングタイトルのほか、レパードによる犯人の追走や爆発・銃撃・格闘などのシーンをショートムービーとして撮影し作成。参加者全員に本作品のムビチケと非売品の特製パンフレットがそれぞれ進呈された。
PIVOT CROSS
2024年5月3日から6月9日までの期間、北海道札幌市中央区にあるPIVOT CROSS4階特設会場本作品の公開を記念したパネル展を開催。本作品のシリーズ過去作のポスターや写真などで歴史を振り返るコーナーのほか、本作品に関する展示も行われる。また、4階の展示会場内と地下2階エレベーター前、5階エスカレーター前の3か所に設置されたパネルに記載されているクイズに解答した全員にオリジナルスマホ壁紙がプレゼントされる。

### 横浜市とのタイアップ
本作品をはじめとする『あぶない刑事』シリーズにおいて横浜が舞台となっており、公民の連携による戦略的なにぎわいづくりの取り組みを行っている横浜市は東映エージエンシーと協力の上、本作品公開に伴う同市の観光・周遊企画とにぎわい創出施策を実施する。
『歴代のあぶない刑事劇場版 ロケ地横浜を巡ろうキャンペーン』
2024年5月15日から6月30日までの期間、横浜市内の観光・商業施設、観光案内所、区役所、図書館、映画館などで本作品のロケ地として登場した横浜市内の施設12か所を紹介する2つ折り可能なA3サイズの地図を配布する。また、期間中に対象施設にて税込500円以上購入、同キャンペーンへの参加に関して報告するとオリジナルステッカー全4種のうち、対象施設ごとに1種がプレゼントされる。
横浜開港記念みなと祭 国際仮装行列（ザよこはまパレード）
中区内にて毎年5月3日に開催されるパレードイベント。第72回のスーパーパレードの終盤に差し掛かる13時から13時30分の間に鷹山敏樹役の舘ひろしと大下勇次役の柴田恭兵が参加、山下公園中央口から万国橋までの区間を日産・リーフのオープンカーに乗車しながら移動した。
横浜市役所1階アトリウム270インチモニタービション動画メッセージ
4月19日から6月30日までの期間、中区桜木町の横浜市役所1階アトリウムにある270インチのモニタービジョンに鷹山敏樹役の舘ひろしと大下勇次役の柴田恭兵の2人によるメッセージ動画を公開する。
『あぶない刑事展』
2024年4月26日から5月6日までの期間、港南区の京急百貨店にて本作品の公開を記念した特別タイアップ企画を開催した。7階催事場では「あぶない刑事」の歴史や本作品の公開前のパネル展示、劇中で使用・登場したハーレーダビッドソンのバイクや衣装・アイテムなどが展示されるほか、同作品に対する想い出などのメッセージが記入可能なコーナー「あぶない刑事〜VOICE WALL〜」の設置や、京急百貨店オリジナルの同作品のマウスパッドやカプセルトイ缶バッジの販売、本作品および「あぶない刑事」の各種スタッフ・監督・脚本によるトークショーや音楽家によるピアノ演奏、本作品美術スタッフによるシークレット企画、税込3000円以上の購入で参加可能な抽選会がそれぞれ行われた。また、1階京急線改札口前特設会場では同作品のシリーズに起用された実車の日産・レパードも展示された。

### アプリゲームコラボキャンペーン
みんゴル
フォワードワークスが運営するスマートフォン向けゴルフゲームアプリ。2024年5月14日のメンテナンス終了後から6月3日までの期間、様々なライバルキャラクター全18名と対決する「みんゴルチャレンジ」を開催、本作品の公開を記念して同チャレンジイベント内に鷹山と大下がライバルとして登場する。チャレンジイベントの初回勝利報酬として、鷹山と大下のコラボ限定ウェア、ドロップ報酬としてポリス風の限定ウェアとパワーをメインとした複数のパラメータが上昇する能力をもったボールがプレゼントされる。また、このコラボの開催を記念して「スコアランキング」「ミニマムクリアランキング」のランキング報酬量が上昇するほか、アプリ内のお知らせから本作品の予告編を視聴すると無償コインが1000枚プレゼントされる。そのほか、アプリ公式X（旧・Twitter）をフォローの上、公式指定の投稿をリポストした中から抽選でTシャツ・ハンガー・シール・プレスシートのいずれかが貰えるプレゼントキャンペーンも行われる。

### 関連番組

#### 『もっとあぶない刑事』傑作選
本作品の公開を記念してシリーズ第1作から本作品のシリーズに関わるプロデューサーの近藤正岳自ら選んだ『もっとあぶない刑事』の一部のエピソードをYouTubeの「東映シアターオンライン」にて2024年1月5日から2月23日までの毎週金曜20時よりエピソード入れ替わりで1本ずつ配信した。
| 回 | サブタイトル                     | 配信日        |
| -- | -------------------------------- | ------------- |
| #1 | 「タカセレクト」第1話「多難」    | 2024年 1月5日 |
| #2 | 「タカセレクト」第6話「波乱」    | 1月12日       |
| #3 | 「タカセレクト」第20話「暴露」   | 1月19日       |
| #4 | 「カオルセレクト」第22話「切札」 | 1月26日       |
| #5 | 「トオルセレクト」第17話「乱心」 | 2月2日        |
| #6 | 「ユージセレクト」第4話「奇策」  | 2月9日        |
| #7 | 「ユージセレクト」第9話「乱脈」  | 2月16日       |
| #8 | 「ユージセレクト」第13話「代償」 | 2月23日       |

#### 舘ひろしと柴田恭兵のオールナイトニッポンGOLD 〜映画「帰ってきた あぶない刑事」SP〜
映画公開当日の2024年5月24日に舘と柴田がニッポン放送「オールナイトニッポンGOLD」にてラジオパーソナリティを務めた。

### 関連商品
- あぶ刑事コラボブラックコーヒー「ABUDEKA IS BLACK」

2024年5月21日より全国約16300店舗のファミリーマートにて発売。World Brewers Cup 2016の優勝者の粕谷哲の監修との共同開発により、「ファミマル『ブラックコーヒー』」数量限定パッケージとして発売され、パッケージとフタには鷹山と大下のシルエットに「ABUDEKA IS BLACK」と描かれた2種のデザインとなっている。また、5月21日から27日までレジ付近のデジタルサイネージ「FamilyMartVision」では本作品の鷹山と大下によるムービーが放映されるほか、彼らによる店内放送も行われる。
- あぶ刑事コラボランチパック「ハンバーグとナポリタン」

2024年5月24日より全国のスーパー、コンビニエンスストアなどのヤマザキ商品取り扱い店で発売。一方のパンにはハンバーグと赤ワインを活かしたデミグラスソースをサンド、もう一方のパンにはナポリタンと完熟トマト風味ソースをサンド。また、パッケージにはタカとユージに扮したランチちゃんとパックくんが描かれている。

## 興行
公開から74日目となる2024年8月5日、興行収入が前作『さらば あぶない刑事』を超える16億2700万円に達したことが発表された。

## 受賞
- 第48回日本アカデミー賞 話題賞 作品部門[47]

## テレビ放映
| 回数 | 放送日       | 放送局     | 放送時間      | 放送分数 | 放送枠           | 平均世帯 視聴率 | 備考         |
| ---- | ------------ | ---------- | ------------- | -------- | ---------------- | --------------- | ------------ |
| 1    | 2025年7月4日 | 日本テレビ | 21:00 - 22:54 | 114分    | 金曜ロードショー | 6.2%            | 地上波初放送 |